# 沙尔湖畔察伦廷
沙尔湖畔察伦廷（德語：Zarrentin am Schaalsee，發音：[ˈtsaʁɛntiːn ʔam ˈʃaːlˌzeː]）是德国梅克伦堡-前波美拉尼亚州路德维希斯卢斯特-帕尔希姆县的城市，面积91.91平方千米，2024年12月31日人口为5,498人。